# 아망딘 앙리
아망딘 샹탈 앙리(프랑스어: Amandine Chantal Henry, 1989년 9월 28일 ~ )는 프랑스의 여자 축구 선수로 현재 유타 로열스 FC에서 수비형 미드필더로 활약하고 있다.

## 클럽 경력
FCF 에냉보몽(2004년 ~ 2005년)과 CNFE 클레르퐁텐(2005년 ~ 2007년)을 거쳐 2007년 올랭피크 리옹에 입성했다. 올랭피크 리옹 소속으로 뛰는 동안 팀의 디비지옹 1 페미닌(Division 1 Féminine, 프랑스의 여자 축구 1부 리그) 5회 우승, 쿠프 드 프랑스 페미닌(Coupe de France Féminine, 프랑스의 여자 축구협회컵) 2회 우승, UEFA 여자 챔피언스리그 2회 우승에 공헌했다.
2016년에는 미국의 여자 축구 1부 리그인 내셔널 위민스 사커 리그의 포틀랜드 손스로 이적했다. 2017년에는 프랑스의 파리 생제르맹으로 일시 이적했지만 나중에 포틀랜드 손스로 복귀했다. 2018년에는 프랑스의 올랭피크 리옹으로 복귀했다.

## 국가대표 경력
2009년 프랑스 여자 축구 국가대표팀에 데뷔한 이래 3차례의 UEFA 유럽 여자 축구 선수권 대회(2009년, 2013년, 2017년)와 2차례의 FIFA 여자 월드컵(2015년, 2019년), 1차례의 하계 올림픽(2016년 리우데자네이루 하계 올림픽)에서 프랑스 대표팀의 일원으로 출전했다. 2015년 FIFA 여자 월드컵에서는 실버볼을 수상했다.

## 수상

### 클럽
올랭피크 리옹 페미닌
- 디비지옹 1 페미닌 : 우승 (2007-08, 2008-09, 2009-10, 2010-11, 2011-12, 2012-13, 2013-14, 2014-15, 2015-16, 2017-18, 2018-19, 2019-20, 2021-22), 준우승 (2020-21)
- 쿠프 드 프랑스 페미닌 : 우승 (2007-08, 2011-12, 2012-13, 2013-14, 2014-15, 2015-16, 2018-19, 2019-20), 준우승 (2017-18), 4강 (2008-09, 2009-10)
- UEFA 여자 챔피언스리그 : 우승 (2010-11, 2011-12, 2015-16, 2017-18, 2018-19, 2019-20, 2021-22), 준우승 (2009-10, 2012-13), 4강 (2007-08, 2008-09)

 포틀랜드 손스
- 내셔널 위민스 사커 리그 : 우승 (2017), 4강 (2016)

### 국가대표팀
프랑스 (여자)
- 키프로스컵 : 우승 (2014)
- 쉬빌리브컵 : 우승 (2017)

### 개인
- 2015년 FIFA 여자 월드컵 올스타 팀 선정
- 2015년 FIFA 여자 월드컵 실버볼 수상